# Winisk
Il Winisk è un fiume della provincia canadese dell'Ontario. Nasce nel Lago Wunnummin e si dirige verso il Lago Winisk, da qui punta verso Nord e si getta nella Baia di Hudson.
Ha una lunghezza di 475 km, e un bacino idrico di 67,300 km². Si trova in una regione desolata e difficilmente percorsa da strade.

## Affluenti
I principali affluenti sono:
- il fiume Pipestone
- il fiume Asheweig
- il fiume Shamattawa